# 465 Alekto

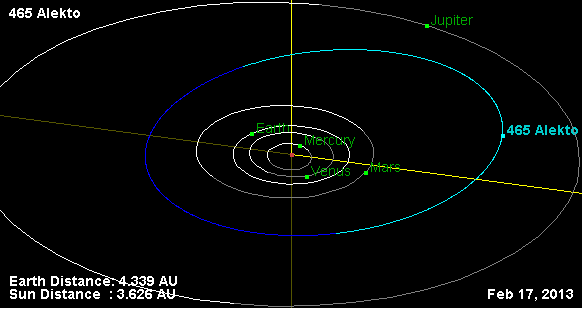

465 Alekto è un asteroide della fascia principale del diametro medio di circa 73,34 km. Scoperto nel 1901, presenta un'orbita caratterizzata da un semiasse maggiore pari a 3,0878565 UA e da un'eccentricità di 0,2110790, inclinata di 4,65759° rispetto all'eclittica.
Il suo nome è dedicato ad Aletto, nella mitologia greca una delle tre Erinni.